# Truly for You
Truly for You è un album del gruppo musicale statunitense The Temptations, pubblicato dalla Gordy, un'etichetta discografica della Motown, nel 1984.
L'album, disponibile su long playing, musicassetta e compact disc, è prodotto da Al McKay e Ralph Johnson.
Dal disco vengono tratti i singoli Treat Her Like a Lady e, l'anno seguente, My Love Is True (Truly for You) e How Can You Say That It's Over.

## Tracce

### Lato A
1. Running
2. Treat Her Like a Lady
3. How Can You Say That It's Over
4. My Love Is True (Truly for You)

### Lato B
1. Memories
2. Just to Keep You in My Life
3. Set Your Love Right
4. I'll Keep My Light in My Window